# Schneckenplan
Der Schneckenplan war ein angeblicher Verteidigungsplan von Saddam Hussein für Bagdad.

## Affäre um die mögliche Beteiligung des BND am Irakkrieg
Nach Aussage der New York Times soll der Schneckenplan von einem Mitarbeiter des Bundesnachrichtendienstes (BND) an die Amerikaner übergeben worden sein.
Der Einsatz von BND-Mitarbeitern im Irakkrieg wurde im geheim tagenden Parlamentarischen Kontrollgremium (PKG) untersucht. Nach Abschluss der Untersuchung wurde der geheime Untersuchungsbericht in einer um geheimzuhaltende und datenschutzrelevante Informationen (insgesamt rund zwei Drittel des Textes) gekürzten „offenen Fassung“ veröffentlicht.
Die Linkspartei.PDS und später auch die Bündnisgrünen verlangten daraufhin einen Untersuchungsausschuss, die FDP verlegte die Entscheidung darüber auf den 7. März 2006. Am 28. Februar veröffentlichte die New York Times einen Artikel, in dem unter Berufung auf interne US-Militärdokumente behauptet wurde, BND-Agenten hätten die Skizze eines Verteidigungsplans – ebenjenes Schneckenplanes für Bagdad, der in ihrem Besitz gewesen sei –, im März 2003 an den US-Militärgeheimdienst weitergeleitet. Die Bundesregierung und der BND dementierten am selben Tag und bezeichneten die Darstellung der N.Y. Times als „falsch“; sie hätten keinerlei Kenntnis über solche Vorgänge. Auch die US-Armee dementierte. Daraufhin bekräftigte die N.Y. Times jedoch ihre Darstellung noch einmal und zitierte noch weitere Details aus dem geheimen Militärbericht, unter anderem wörtlich:

„Die USA bekamen die Skizze am 3. Februar. Die Folie wurde im Februar dem deutschen Verbindungsoffizier in Katar zur Verfügung gestellt, der diese der DIA übergab […] DIA hat sie dann an CENTCOM J2 weitergeleitet.“

„Die Deutschen hatten zwei Agenten in Bagdad vor dem Beginn des Kriegs. Die Skizze wurde den Deutschen von einer ihrer Quellen in Bagdad (Identität der deutschen Quelle unbekannt) ausgehändigt. Als die Bomben zu fallen begannen, stoppten die Agenten ihre Observationen und gingen in die Französische Botschaft.“

Die Authentizität des Planes wie die Übergabe sind umstritten. Die Tagesspiegel-Journalistin Tissy Bruns bezeichnete den Plan als „Schatzkarte von kleinen Jungen“ und zog damit seine Authentizität in Zweifel. Gegner der rot-grünen Bundesregierung sahen in dem Vorgang einen Beweis für die faktische Kriegsunterstützung Deutschlands.